# Al Muzaffar Mahmud II
Al Muzaffar Mahmud II (en árabe: المظفر محمود بن محمد) fue el emir ayubí de Hama entre 1284 y 1300. Era el hijo de Al-Mansur Muhammad II a quien sucedió. Hama era en ese momento un emirato tributario del sultanato mameluco de Egipto.
Al Muzaffar participó en el asedio de Acre en 1291, trayendo una gran mangana desde el Crac de los Caballeros para apoyar en el asalto a la ciudad.  Aunque sobrevivieron algunos pequeños enclaves cruzados, la caída de Acre marcó el final del período cruzado en Siria y, a partir de entonces, el dominio mameluco no se impugnó.
Cuando murió en 1300 Hama estuvo brevemente bajo el directo régimen mameluco, pero en 1310 su primo, Abu al-Fida, fue nombrado emir, y hubo un período final de la gobierno tributario ayubí en la ciudad.